# Colorado State Highway 115
Der Colorado State Highway 115 (kurz CO 115) ist ein in Nord-Süd-Richtung verlaufender State Highway im US-Bundesstaat Colorado.
Der State Highway beginnt am U.S. Highway 50 in Cañon City und endet nach rund 75 Kilometern in Colorado Springs an der Interstate 25.

## Verlauf
Ab Cañon City verläuft die Straße in östlicher Richtung und trifft in Florence auf den Colorado State Highway 67, östlich der Stadt zweigt der State Highway 120 ab. Nach der Abzweigung führt er in nördlicher Richtung und kreuzt vor Penrose erneut den US 50. Zwischen Penrose und Colorado Springs passiert der Highway im Osten Fort Carson. Im Süden des Großraums von Colorado Springs trifft der CO 115 auf den Colorado State Highway 83 und endet in der Nevada Avenue an der I-25.